# 2000 OH67
2000 OH67, também escrito como 2000 OH67, é um objeto transnetuniano (TNO) que está localizado no cinturão de Kuiper, uma região do Sistema Solar. Este corpo celeste é classificado como um cubewano. Ele possui uma magnitude absoluta de 6,6 e tem um diâmetro estimado com cerca de 211 km. O astrônomo Mike Brown lista este corpo celeste em sua página na internet como um candidato a possível planeta anão.

## Descoberta
2000 OH67 foi descoberto no dia 29 de julho de 2000 pelos astrônomos Marc W. Buie e S. D. Kern.

## Órbita
A órbita de 2000 OH67 tem uma excentricidade de 0,017 e possui um semieixo maior de 43,986 UA. O seu periélio leva o mesmo a uma distância de 43,241 UA em relação ao Sol e seu afélio a 44,732 UA.